# Filigranistyka
Filigranistyka - nauka pomocnicza historii, zajmująca się badaniem znaków wodnych dawnych papierni.
Rozwinęła się w XIX wieku, na marginesie badań archiwalnych. Filigranistyka pomaga datować papierowe dokumenty, przybliżać lub określać rejon ich powstania, ułatwia także wykrywanie fałszerstw, zarówno dawnych jak i współczesnych. Wyniki badań filigranów stanowią też cenne źródło dla heraldyki.
Jednym z największych historyków papiernictwa była Jadwiga Siniarska-Czaplicka.